# A Vatikán vasúti közlekedése
Vatikánváros vasúti közlekedését az Olasz Államvasutak (FS) látja el. 0,4 km-es hosszával ez a legkisebb nemzeti vasútrendszer a világon. Saját járművei nincsenek. A vonalon elsősorban áruszállító vonatok közlekednek, de ritkán, kivételes alkalmakkor személyszállító vonatok is. A vonal 1929. február 11-én épült meg, normál nyomtávú, egyvágányú, Vatikán állam bejárati kapujáig, az olasz részen villamosított, utána nem. Összesen egy állomás, a Stazione di Città del Vaticano található rajta.

## Vasúti kapcsolata más országokkal
- Stazione di Roma San Pietro –  Olaszország – azonos nyomtáv